# Amietia
Amietia là một chi động vật lưỡng cư trong họ Pyxicephalidae, thuộc bộ Anura. Chi này có 14 loài và 14% bị đe dọa hoặc tuyệt chủng.

## Danh sách loài
- Amietia amieti (Laurent, 1976)
- Amietia angolensis (Bocage, 1866)
- Amietia desaegeri (Laurent, 1972)
- Amietia dracomontana (Channing, 1978)
- Amietia fuscigula (A.M.C. Duméril & Bibron, 1841)
- Amietia inyangae (Poynton, 1966)
- Amietia johnstoni (Günther, 1894)
- Amietia lubrica (Pickersgill, 2007)
- Amietia poyntoni (Channing & Baptista, 2013
- Amietia ruwenzorica (Laurent, 1972)
- Amietia tenuoplicata (Pickersgill, 2007)
- Amietia umbraculata (Bush, 1952)
- Amietia vandijki (Visser and Channing, 1997)
- Amietia vertebralis (Hewitt, 1927)
- Amietia viridireticulata (Pickersgill, 2007)
- Amietia wittei (Angel, 1924)